# کاکل‌فری سلوین
کاکل‌فری سلوین (نام علمی: Mitu salvini) نام یک گونه از زیرخانواده کاکل‌فری است.